# Pósa (település)
Pósa (szlovákul: Poša) község Szlovákiában, az Eperjesi kerületben, a Varannói járásban.

## Fekvése
Varannótól 8 km-re délkeletre, az Ondava bal partján fekszik.

## Története
A 18. század végén Vályi András így ír róla: „POSA. Tót falu Zemplén Vármegyében, földes Ura Szirmay, és több Uraságok, lakosai katolikusok, és másfélék, fekszik Körtvélyesnek szomszédságában, mellynek filiája, határja meglehetős termékenységű, réttye kétszer kaszáltatik, legelője elég, fája van mind a’ kétféle, piatzozása Nagy Mihályon, Homonnán, Gálszécsen, és Várannón, első osztálybéli.”
Fényes Elek 1851-ben kiadott geográfiai szótárában így ír a faluról: „Possa, tót-orosz falu, Zemplén vmegyében, A. Körtvélyes fil., 141 romai, 292 gör. kath., 6 ref., 25 zsidó lak., gör. kath. anya sz. egyházzal, 525 hold szántófölddel. F. u. többen. Ut. p. Nagy-Mihály.”
Borovszky Samu monográfiasorozatának Zemplén vármegyét tárgyaló része szerint: „Pósa, azelőtt Possa, ondavamenti tót kisközség. Van 100 háza és 468 gör. kath. vallású lakosa. Postája Alsógyertyán, távírója és vasúti állomása Őrmező. A Possaiak ősi birtoka és névadó községe. 1441-ben a Possai és a Szőke családok a birtokosai s ekkor Pósafalva néven van említve. 1444-ben Hrabóczi Ozsvátot, 1462-ben Hrabóczi Vinczét iktatják részeibe. 1454-ben a Bothfiaknak s ezek osztályos atyafiainak birtoka; 1464-ben Marabaczi Vinczét és Hosszúmezei Pétert, 1575-ben Szent-Ivány Györgyöt, Szent-Benedeky Erzsébetet s 1589-ben Körtvélyessy Fruzsinát iktatják be itteni részbirtokokba. Az 1598-iki összeírás Possay Balázst, Bálintot és Miklóst, Vitányi Györgyöt és Szent-Ivány Zsigmondot említi. 1730-ban a báró Barkóczy és a Szegedy családok, 1773-ban pedig báró Barkóczy Károly és Szent-Ivány Teréz a földesurai. Az újabb korban a Barkóczyak, Szirmayak, Horváth és a Szilágyi családok az urai, de most nagyobb birtokosa nincsen. Ezt a községet sem kerülte el a pestis. Görög katholikus temploma 1860 táján épült.”
A trianoni diktátumig Zemplén vármegye Varannói járásához tartozott.

## Népessége
| Év:            | 1994. | 2004.    | 2014.    | 2024.   |
| -------------- | ----- | -------- | -------- | ------- |
| Emberek száma: | 762   | 841      | 941      | 1010    |
| Eltérés:       |       | +10,36 % | +11,89 % | +7,33 % |

| Év:            | 2023. | 2024.   |
| -------------- | ----- | ------- |
| Emberek száma: | 996   | 1010    |
| Eltérés:       |       | +1,40 % |

1910-ben 468, túlnyomórészt szlovák lakosa volt.
2001-ben 820 lakosából 819 szlovák volt.
2011-ben 914 lakosából 870 szlovák.

## Nevezetességei
- Régi görögkatolikus temploma 1721-ben épült.
- Az új templom 2000-ben épült fel.